# 그랜드 트렁크
그랜드 트렁크(영어: Grand Trunk Corporation)는 철도 운영회사로서, 캐나다의 철도 기업인 캐나디안 내셔널 철도의 미국 내 자산을 관리하기 위한 자회사이며, 북아메리카의 1급철도 운영회사다.